# Ібрагімов Ахмеджан
Ахмеджа́н Ібрагі́мов (1899, село Мілан біля міста Тебриз в Іранському Азербайджані, тепер Іран — 29 вересня 1957, тепер Республіка Узбекистан) — радянський партійний діяч, 1-й секретар Хорезмського окружного комітету КП(б) Узбекистану, директор радгоспу в Узбецькій РСР. Депутат Верховної ради Узбецької РСР. Депутат Верховної Ради СРСР 1—2-го скликань. 

## Біографія
Народився в родині сільського кустаря-перукаря. З лютого 1907 по грудень 1915 року — учень ткача, ткач килимів у поміщика в селі Мілан (Іранський Азербайджан). У січні — грудні 1916 року — посудник у приватній чайхані в місті Асхабаді. З грудня 1916 по березень 1917 року — прикажчик у торговця чаєм у місті Ургенч Хорезмського оазису. У березні — серпні 1917 року — прикажчик у торговця чаєм в місті Ташауз.
З вересня 1917 по лютий 1918 року — червоногвардієць добровільної дружини в місті Турткуль Амудар'їнської області. З грудня 1919 по листопад 1922 року — начальник обласного партизанського загону в Ташаузі.
Член РКП(б) з серпня 1921 року.
У січні 1923 — вересні 1924 року — голова революційного комітету і начальник обласної надзвичайної комісії (ЧК) у Ташаузі.
У вересні 1924 — лютому 1925 року — начальник повітового адміністративного відділу в Гурленському районі Хорезмської області. З лютого 1925 по лютий 1926 року — голова Шаватського революційного комітету Хорезмської області. З лютого 1926 по квітень 1927 року — начальник Гурленського повітового адміністративного відділу Хорезмської області.
З квітня 1927 по травень 1928 року — голова виконавчого комітету Багатської районної ради Хорезмської області. З травня 1928 по вересень 1929 року — начальник адміністративного відділу Новоургенчського районного виконавчого комітету Хорезмського округу.
З жовтня 1929 по лютий 1931 року — відповідальний секретар Шаватського районного комітету КП(б) Узбекистану.
У березні 1931 — листопаді 1933 року — студент Середньоазіатського комуністичного університету імені Леніна (закінчив перший курс) і секретар партійної організації університету. У листопаді 1933 — лютому 1935 року — секретар партійного комітету Середньоазіатського комуністичного університету імені Леніна в місті Ташкенті.
У лютому 1935 — жовтні 1937 року — 1-й секретар Бауманського районного комітету КП(б) Узбекистану.
У жовтні 1937 — лютому 1938 року — 1-й секретар Хорезмського окружного комітету КП(б) Узбекистану. У лютому — червні 1938 року — 1-й секретар Організаційного бюро ЦК КП(б) Узбекистану по Хорезмській області.
Заарештований в другій половині 1938 року. З кінця 1938 до початку 1940 року перебував під арештом і слідством. Реабілітований, пізніше відновлений у ВКП(б). З січня по червень 1940 року не працював через хворобу, мешкав у Ташкенті.
З червня 1940 по лютий 1946 року — директор бавовницького радгоспу імені П'ятиріччя Узбецької РСР в Нижньо-Чирчицькому районі Ташкентської області.
У лютому 1946 — липні 1950 року — 1-й секретар Уйчинського районного комітету КП(б) Узбекистану.
З липня 1950 по березень 1954 року — директор бавовницького радгоспу № 1 в селищі Баяут Ташкентської області.
З березня 1954 року — директор бавовницького радгоспу імені П'ятиріччя Узбецької РСР в Нижньо-Чирчицькому районі Ташкентської області.
Помер 29 вересня 1957 року.

## Нагороди
- орден Леніна
- три ордени Червоного Прапора
- два ордени Трудового Червоного Прапора
- медалі